# Astragalus sahendi
Astragalus sahendi là một loài thực vật có hoa trong họ Đậu. Loài này được Buhse miêu tả khoa học đầu tiên.